# 香港少年法庭

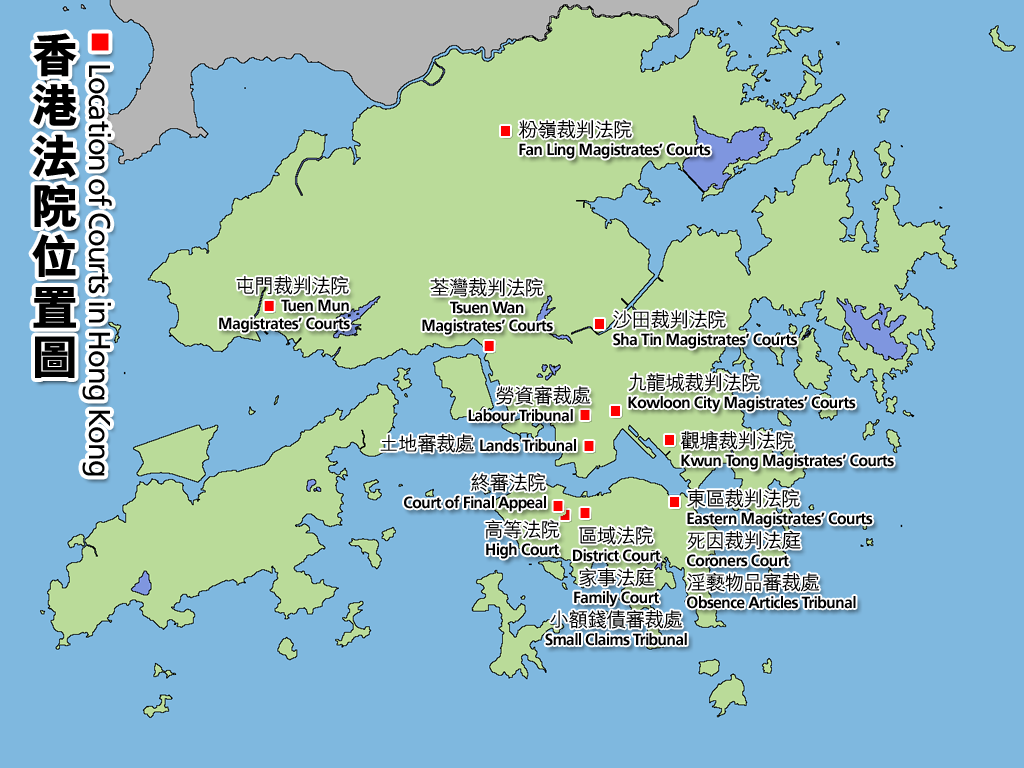
香港各級法院位置圖

香港少年法庭，香港回归前称兒童法庭，是香港專門處理16歲以下少年犯或兒童犯的法庭。除了殺人罪外，如果犯案者為16歲以下的少年或兒童（而該案件沒有年滿16歲人士同時被控的話），案件都會交由少年法庭審理。少年法庭亦有權對18歲或以下的青少年發出監管及保護令。另外，根據香港法律，未滿10歲的兒童不能承擔刑事責任，所以不會受審訊。
香港現有五個少年法庭，分別設於東區裁判法院、九龍城裁判法院、西九龍裁判法院、粉嶺裁判法院及屯門裁判法院內。

## 運作與規定
為了保障少年或兒童被告的利益，少年法庭有些特別程序和規定：
- 除了與案件有關的人士和記者以外，其他人等均不得出席（如果法庭認為有需要時，可以拒絕記者出席）。
- 任何有關少年法庭（及有關上訴案件）的報導，均不得提及有關兒童或少年（不論是被告或證人）的姓名、地址或就讀學校，不得透露任何足以導致他們身份被識別的資料，亦不得發表任何有關他們的圖片。
- 少年法庭可按《少年犯條例》規定，基於被告利益，拒絕讓任何新聞機構的代表出席聆訊。
- 少年法庭有責任以淺白的語言向其解釋控罪內容、確保被告明白控罪的性質。
- 法庭有權為了被告的利益盤問證人，亦可以讓被告的父母或監護人向證人提出問題。（一般而言，普通法地區的法官很少會親自盤問證人）
- 為了保障被告利益，法庭可以強制其父母或監護人出席，亦可以要求他們離開法庭。
- 作出判決之前，法庭必須取得關於該兒童或少年的一般行為、家庭環境、學校紀錄及病歷等資料。
- 未滿14歲的兒童，不得被判處監禁。年滿14歲但未滿16歲的少年，如果有其他適當的處罰方法，不應被判處監禁。如果必須監禁，監禁時亦不得與成年囚犯交往。
- 而16歲以下的青少年，除了涉及謀殺／誤殺的案件外，所有的案件均會來到少年法庭審理。

## 歷史
1933年11月20日，兒童法庭首次開判。
香港主權移交之前，少年法庭稱為兒童法庭。

## 外部連結
- 司法機構簡介